# マクシ・モリニエール
マクシ・モリニエール（Max Morinière、1964年2月16日 - ）は、フランスの陸上競技選手。1988年ソウルオリンピックの銅メダリストである。フランス海外県マルティニークのフォール・ド・フランス出身。

## 経歴
モリニエールは、1980年代後半から1990年代前半にかけて活躍したフランスの男子短距離選手である。1987年にローマで開催された世界選手権の100mでは二次予選で敗退。その翌年の1988年ソウルオリンピックでは100mと4×100mRに出場。100mは前年と同じく二次予選で敗退したが、モリニエールと、ダニエル・サングーマ、ジル・ケネールブ、ブルーノ・マリーローズで挑んだ4×100mRでは、38秒40のタイムで、ソ連、イギリスに次いで銅メダルを獲得した。
モリニエールは、1990年のヨーロッパ選手権には100mと4×100mRに出場。100mは、上位6位までがイギリスとフランスの選手で占められる中、5位に終わる。しかし、4×100mRでは、モリニエールとマリーローズ、サングーマそしてジャン＝シャルル・トゥルアバルで、37秒79の世界新記録を出し優勝した。この種目は、1961年以降は、1968年メキシコシティーオリンピックでジャマイカが1日だけ世界記録を保持したことがある以外はアメリカの独擅場であった種目であったが、ついにフランスがアメリカから世界記録を奪取した。しかし、1991年8月にアメリカは、前年奪われた4×100mRの世界記録をフランスから奪い返す。
モリニエールは、1991年に東京で開催された世界選手権に出場。100mはまたしても二次予選どまりであったが、4×100mRは前年の世界記録と同じメンバーで、世界記録を更新したアメリカに次いで2位となった。
モリニエールの最後のオリンピックとなった1992年バルセロナオリンピックでは、100mと4×100mRに出場。100mは準決勝まで進んだものの、この数年フランスの活躍がめざましかった4×100mRでは、予選で5位に終わり決勝進出することができなかった。また、モリニエールは1993年のシュトゥットガルトの世界選手権の100mにも出場しているが、またしても二次予選で敗退した。

## 自己ベスト
- 100m - 10秒09 (1987年)

## 主な実績
| 年   | 大会                         | 場所                       | 種目    | 結果       | 記録   |
| ---- | ---------------------------- | -------------------------- | ------- | ---------- | ------ |
| 1987 | 世界陸上競技選手権大会       | ローマ(イタリア)           | 100m    | 4位（qf）  | 10秒39 |
| 1988 | オリンピック                 | ソウル（韓国）             | 100m    | 3位 （qf） | 10秒37 |
| 1988 | オリンピック                 | ソウル（韓国）             | 4×100mR | 3位        | 38秒40 |
| 1990 | ヨーロッパ陸上競技選手権大会 | スプリト(ユーゴスラビア)   | 100m    | 5位        | 10秒15 |
| 1990 | ヨーロッパ陸上競技選手権大会 | スプリト(ユーゴスラビア)   | 4×100mR | 1位        | 37秒79 |
| 1991 | 世界陸上競技選手権大会       | 東京(日本)                 | 100m    | 5位（qf）  | 10秒24 |
| 1991 | 世界陸上競技選手権大会       | 東京(日本)                 | 4×100mR | 2位        | 37秒87 |
| 1992 | オリンピック                 | バルセロナ(スペイン)       | 100m    | 7位（sf）  | 10秒42 |
| 1992 | オリンピック                 | バルセロナ(スペイン)       | 4×100mR | 5位（sf）  | 39秒02 |
| 1993 | 世界陸上競技選手権大会       | シュトゥットガルト(ドイツ) | 100m    | 7位（qf）  | 10秒58 |

- sfは準決勝、qfは二次予選